# DSB R (II)
Die R (II) ist eine für die Dänischen Staatsbahnen (DSB) gebaute Dreizylinder-Schlepptenderdampflokomotiv-Baureihe für den Personenverkehr. Die Baureihe ergänzte die Zweizylinder-Baureihe R (I) im höherwertigen Reisezugverkehr auf den steigungsreichen Hauptstrecken in Jütland und auf Fünen.
Diese Baureihe wurde von den DSB 1921 mit fünf Exemplaren von Borsig in Berlin sowie 1924 ebenfalls mit fünf Exemplaren von Frichs in Aarhus beschafft und zwischen 1963 und 1973 ausgemustert. Die Borsig-Exemplare erhielten die Betriebsnummern R 954 bis R 958, die von Frichs gelieferten Lokomotiven die Betriebsnummern R 959 bis R 963.

## Geschichte
Die preußischen Dampflokomotiven bildeten häufig ein Vorbild für DSB-Typen. Zwischen 1914 und 1916 hatten die Preußischen Staatseisenbahnen 124 Dreizylinder-Schnellzuglokomotiven der Baureihe S 10² beschafft. Dies war der Anlass für die DSB, eine Dreizylinderlokomotive ähnlich der im Einsatz befindlichen Zweizylinder-R (I) zu testen. Hintergrund waren die mit der R (I) aufgetretenen Probleme mit unruhigem Lauf und hohem Verschleiß an Gestänge und Oberbau sowie die dortigen guten Erfahrungen mit der S 10².
Die Lokomotivfabrik Borsig in Berlin begann kurz nach Ende des Ersten Weltkrieges mit den Zeichnungen einer solchen Dreizylinderversion. Erst 1921 wurden die fünf Maschinen von Borsig geliefert. 1924 folgten fünf ähnliche Lokomotiven von Frichs, die ersten großen Lokomotiven der dänischen Fabrik in Aarhus.
Die ersten Probefahrten fanden mit der R 954 im September 1921 auf der Berliner Ringbahn statt. Am 2. Dezember 1921 wurde die Lokomotive nach Aarhus geliefert.

## Technische Ausführung
Um die innenliegende Treibstange unterzubringen und alle drei Treibstangen zu verlängern, wurde der Abstand zwischen der Hinterkante des  Drehgestells und dem Treibradsatz um 45 Zentimeter verlängert. Der innere Zylinder lag etwas höher als die äußeren direkt unterhalb der Rauchkammer. Auf die selbstentleerende Rauchkammer musste verzichtet werden.
Der Schieber des inneren Zylinders befand sich links außerhalb der Lokmitte. Der Radstand des Drehgestells wurde um 20 Zentimeter vergrößert. Der Kessel war den Zweizylinder-Lokomotiven ähnlich, die Rauchkammer 45 Zentimeter länger. Die Borsig-Maschinen hatten Hochwaldschieber, die Frichs-Maschinen hingegen reguläre Rundschieber. Die Speisewasservorwärmung erfolgte bei den Borsig-Lokomotiven mit Oberflächenvorwärmern der Bauart Knorr. Sie wurden in den 1930er Jahren entfernt.
Die Führerhäuser hatten abgeschrägte Vorderwände, wodurch die Vorderfenster eine verbesserte Sicht boten. Bei den Borsig-Maschinen waren die Seitenfenster leicht nach innen geneigt. Bei den Lokomotiven von Frichs waren die Seitenwände gerade und die Fenster gleich groß wie bei der Baureihe R (I). Die Frontlaternen wurden ursprünglich mit Gas betrieben. Zwischen 1953 und 1955 erhielten alle Maschinen elektrische Beleuchtung.
Ursprünglich besaß der Kuppelradsatz eine Dampfbremse und der Tender eine Saugluftbremse sowie eine Schraubenbremse als Handbremse. In den Jahren 1939 bis 1940 erfolgte ein Umbau auf Druckluft, wobei nur der Tender eine Druckluftbremse bekam und die Dampfbremse der Lokomotive erhalten blieb. Diese wurde erst in den 1950er Jahren auf Druckluft umgestellt. Wie bei der Baureihe R (I) wurden ab 1932 Windleitbleche und Schienenräumer montiert.
Die R 961 erhielt 1948 eine Rauchkammerfront mit einer großen Stahltür und Vorreibern anstelle von Handrädern. Diese Rauchkammertüren erhielten später mehrere andere Lokomotiven. R 961 lief einige Jahre mit einem Lemaître-Blasrohr und großem Schornstein.

## Einsätze
Die Lokomotiven fuhren wie die Zweizylinder-Baureihe R (I) Reisezüge auf den Strecken Randers–Aarhus, Aarhus–Fredericia und bis zur deutsch-dänischen Grenze nach Padborg. Sie bedienten zudem die Strecke Randers–Aalborg. Fallweise wurden sie vor Güterzügen eingesetzt.
Alle Lokomotiven wurden nach der Ablieferung im 2. Distrikt in Aarhus für Einsätze in Jütland und auf Fünen beheimatet. Die Borsig-Lokomotiven wurden zu Beginn des Jahres 1938 in den 1. Distrikt nach Seeland zum Betriebswerk in Korsør sowie zwischen 1941 und 1943 nach Københavns Godsbanegård (Gb) umbeheimatet. Ab 1943 kamen sie in den 2. Distrikt zurück und wurden durch die leihweise Abgabe von R 960 und R 961 in den beiden Betriebswerken im 1. Distrikt ersetzt, wo diese bis 1944 blieben.

## Verbleib
Die ersten Fahrzeuge wurden 1963 ausgemustert. Die letzten Lokomotiven waren R 957 und R 958, die 1968 sowie R 959, die 1973 ausgemustert wurden. Nach mehr oder weniger langer Abstellzeit wurden sie verschrottet.
Die Tender der R 955 und R 962 wurden 1971 von der Centralværkstedet København in den Specialvogn 123 (Schneepflug, Standort Struer, ausgemustert 1975) und Specialvogn 126 (Schneepflug, Standort Esbjerg, ausgemustert 1981) sowie der Tender der R 963 bereits 1965 in den Specialvogn 108 (Schneepflug, Standort Roskilde, nach einer Entgleisung am 4. Februar 1979 bei Fakse auf der Strecke der Østsjællandske Jernbaneselskab [ØSJS] ausgemustert) umgebaut.

## Museumslokomotiven
- R 959: 1968 in Lunderskov abgestellt, 1973 ausgemustert und an die Albani Bryggeriet in Odense als stationärer Dampfkessel ausgeliehen. 1975 an das Jernbanemuseet in Odense übergeben. 1979 kam die Lokomotive zum Dansk Jernbane-Klub (DJK) und wurde 1984 wieder an das Jernbanemuseet zurückgegeben. Nach einer Abstellzeit von 1979 bis 1985 in Odense wurde sie 1985 bei Henriksen in Århus verschrottet.

- R 963: Die Lok hatte 1924 einen Beschaffungspreis von 249.748 Kronen. Während der Abstellzeit von 1964 bis 1967 in Randers und Langå wurde der originale Tender in einen Schneepflug umgebaut. Sie erhielt einen Tender einer anderen ausgemusterten Lokomotive. 1972 wurde sie dem  Jernbanemuseet übertragen.